# Chrysler Windsor
Der Chrysler Windsor war ein vom US-amerikanischen Automobilhersteller Chrysler von 1939 bis 1961 angebotenes PKW-Modell.

## Von Jahr zu Jahr

### Serie C22 (1939)
Der erste Chrysler Windsor war vom Royal abgeleitet und stellte eine besser ausgestattete Sonderserie dar. Wie sein Schwestermodell ruhte er auf einem Chassis mit 3023 mm Radstand. Wie bei allen Chrysler-Modellen dieses Jahrgangs waren erstmals die Scheinwerfer in die vorderen Kotflügel integriert und zwischen ihnen erstreckte sich ein breiter Kühlergrill mit schmalen, vertikalen Chromstäben („Wasserfallgrill“). Darüber baute sich wie ein Schiffsbug die Motorverkleidung auf, die noch mit zwei in der Mitte angeschlagenen Motorhauben versehen war. Anders als beim Royal gab es beim Royal Windsor kein langes Fahrgestell. Die vier erhältlichen Karosserien (Coupé, Club-Coupé und Victoria-Coupé mit je zwei Türen; Limousine mit vier Türen) besaßen eine bessere Innenausstattung als der Royal und der Schriftzug „Windsor“ erschien auf den Seiten der Motorverkleidung.
60.001 Royal- und Royal-Windsor-Fahrzeuge entstanden 1939.

### Serien C25 und C28 (1940–1941)
Wiederum teilte der Windsor (jetzt als eigene Modellbezeichnung ohne Royal) das auf 3112 mm verlängerte Chassis und die erstarkten Reihensechszylindermotoren mit dem Royal. Neu dazu war allerdings das Modell Highlander mit den gleichen technischen Details gekommen. Der Highlander war in diesem Jahr das Spitzenmodell unter den Sechszylinder-Chrysler, der Windsor nahm die mittlere Position ein. Zu den vier Aufbauversionen des Vorjahres waren noch ein Cabriolet mit nur 3 Sitzen und eine 2-türige Limousine gekommen. Zusätzlich gab es den Windsor erstmals mit langem Fahrgestell (3543 mm Radstand) und zwei 8-sitzigen Aufbauten (Limousine und Pullman-Limousine). Die Fahrzeugfront zeigte sich etwas geglättet und hatte einen Kühlergrill aus neun horizontalen Chromstäben.
1941 wurden diese Modelle mit kleinen Veränderungen weitergebaut. Die neun Chromstäbe des Kühlergrills wichen fünf breiteren Chromstäben. Auf dem kurzen Fahrgestell wurde zusätzlich eine Stadtlimousine (mit versenkbarer Trennscheibe zum Fahrer) angeboten, auf dem langen Fahrgestell gab es zwei Kombiwagen Town & Country mit Holzimitat an den Türen und Fahrzeugseiten, fünf Türen und entweder sechs oder neun Sitzplätzen (letzteres durch eine zusätzliche Rückbank).
1940 wurden 73.998 Royal und Windsor hergestellt, 1941 lag die Zahl der produzierten Windsor und Sechszylinder-Highlander bei 136.701, davon 997 Town & Country – Kombiwagen.

### Serie C34 (1942)
1942 bleibt man beim vom Vorjahr bekannten Konzept; die Radstände blieben gleich, lediglich die beiden Kombiwagen wurden nicht mehr auf dem langen, sondern dem kurzen Fahrgestell ausgeliefert. Der Motor waren um ca. 100 cm³ auf 4106 cm³ vergrößert worden und leistete 120 bhp (88 kW) bei 3800 min−1.
Die vom Modelljahrgang 1941 bekannten horizontalen Chromstäbe des Kühlergrills zogen sich in diesem Jahr um die Fahrzeugecken herum bis zu den vorderen Radausschnitten. Am Fahrzeugheck zeigte sich ein ähnliches Design.
Erstmals weisen die Chrysler-Annalen separate Produktionszahlen für die Windsor-Baureihe aus: 14.386 Exemplare entstanden auf dem kurzen Fahrgestell (davon 999 Town & Country – Kombiwägen) und 41 Limousinen und Pullman-Limousinen wurden auf dem langen Fahrgestell gefertigt.

### Serie C38W (1946–1948)
Nach dem Krieg wurde die Produktion der Windsor-Baureihe ohne große Veränderungen fortgeführt. Der Kühlergrill bestand nun, wie bei allen Chryslermodellen, aus einem Muster kleiner verchromter Rechtecke (Eierkartongrill) mit drei horizontalen Chromstäben. Die Town & Country – Ausführung gab es jetzt auch für Limousinen, Coupés und Cabriolets. Der in der Größe unveränderte Motor leistete nur noch 114 bhp (84 kW).
In diesen drei Jahren entstanden insgesamt 213.012 Windsor, davon 5886 Stück auf dem langen Fahrgestell.

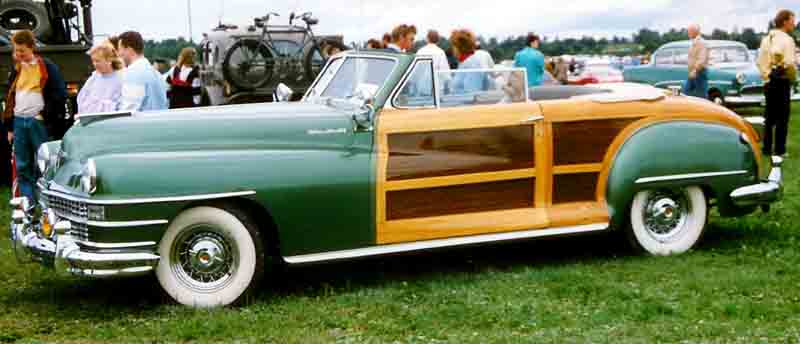
Chrysler Windsor Cabriolet Town & Country (1948)

### Serien C45W, C48W, C51, C60 und C62 (1949–1954)
Ende 1948 präsentierte Chrysler das erste wirkliche Nachkriegsmodell des Windsors. Der Radstand des kurzen Fahrgestells war auf 3.188 mm gewachsen, während der des langen Fahrgestells unverändert blieb. Der Motor wurde vom Vorgänger übernommen, wobei die Leistung auf 116 bhp (85 kW) stieg. Zum Serienstandard gehörte ein halbautomatisches Getriebe (automatische Kupplung) und aus Sicherheitsgründen gepolsterte Armaturenbretter. Das dreisitzige Coupé und die Kombiwagen wurden nicht mehr angeboten. Der Kühlergrill war etwas grober in Rechtecke unterteilt und hatte nur noch zwei geschwungene vertikale Chromstäbe.
Zum Modelljahr 1950 lancierte Chrysler ein Hardtop-Coupé, wie beim Spitzenmodell New Yorker. Der zweitürige Wagen mit 6 Sitzplätzen hieß Windsor Newport. Anstatt des Kombis gab es einen Traveller (nicht zu verwechseln mit der Vorkriegs-Modellreihe Traveller). Dies war eine 4-türige Limousine, deren Rückbank entfernt war, so dass der Raum hinter den vorderen Sitzen als Laderaum dienen konnte. Auch dieses Modell gab es, wie andere Ausführungen, als Town & Country; beliebt war der Traveller aber nicht.
1951 gab es wieder einen Kombiwagen (von dem auch – nur in diesem Jahr – 153 werksgefertigte Ambulanzwagen hergestellt wurden). Die Baureihe Royal war entfallen, und so war der Windsor der einzige Chrysler dieses Jahres mit Sechszylindermotor. Dafür gab es eine Standard- und eine Deluxe-Ausführung. Den Kombiwagen gab es nur in der Standard-Ausführung, das Hardtop-Coupé Newport und die Langversionen und in der Deluxe-Ausführung. Der Kühlergrill hatte sein Eierschachteldesign verloren und hatte nur noch die beiden horizontalen Chromstäbe.
1952 änderte sich an den Karosserien wenig. Die Limousine auf langem Fahrgestell gab es im Gegensatz zum Vorjahr nur noch als Standardmodell, der ungeliebte Traveller entfiel. Allerdings gab es einen größeren Motor, der aus 4334 cm³ 119 bhp (87,5 kW) bei 3600 min−1 schöpfte.
1953 wurden die Fahrzeuge etwas breiter und flacher. Obwohl die Änderungen nicht augenfällig waren, wurde kein Blechteil vom Vorjahr übernommen. Ende 1953 wurde eine PowerFlite-Getriebeautomatik erhältlich. Die Zahl der Aufbauten wurde drastisch reduziert: Vom Windsor mit kurzem Radstand gab es nur noch ein 2-türiges Club-Coupé, eine 4-türige Limousine und den 5-türigen Kombiwagen, der nun einheitlich Town & Country hieß. Den Windsor mit langem Radstand gab es nur als 8-sitzige Limousine. Der Windsor Deluxe war nur mit kurzem Radstand als 4-türige Limousine, 2-türiges Cabriolet oder 2-türiges Hardtop-Coupé (Newport) zu bekommen.
1954 erfolgte ein kleines Facelift: Die Hauptscheinwerfer erhielten Positionslampen direkt darunter und der Kühlergrill wurde erneut modernisiert. Die zweiteiligen Windschutzscheiben wichen einteiligen Exemplaren. Die gesamte Windsor-Standard-Serie entfiel; es gab nur noch den Windsor Deluxe, und zwar in allen Aufbautypen beider Serien des Vorjahres und damit weiterhin mit zwei unterschiedlichen Radständen.
1949 entstanden 77.291 Windsor, 1950 waren es schon 112.212. In den Modelljahren 1951 / 1952 wurden 118.927 Wagen hergestellt, 1953 waren es 84.469 Stück. Im letzten Jahr des Sechszylinder-Windsor wurden noch 44.527 Exemplare gefertigt.

### Serien C67 und C71 (1955–1956)
Zum Modelljahr 1955 erschienen vollständig neue Chrysler-Modelle, deren Design aus der Feder von Virgil Exner sich an dessen Chrysler-Imperial-Parade-Phaeton-Modell des Jahres 1952 anlehnte. Auch die Windsor-Deluxe-Baureihe hatte nun obengesteuerteV8-Motoren mit 4933 cm³ Hubraum und einer Leistung von 188 bhp (138 kW). Wie alle Chrysler hatten nun auch die Windsormodelle einen einheitlichen Radstand von 3200 mm. Neben der 4-türigen Limousine, dem 2-türigen Cabriolet und dem 5-türigen Kombi Town & Country gab es zwei 2-türige Hardtop-Coupés mit den Namen Nassau (einfache Ausführung) und Newport (luxuriöse Ausführung).
1956 entfiel die Zusatzbezeichnung Deluxe. Die Modelle erhielten ein leichtes Facelift mit geändertem, jetzt einteiligem Kühlergrill und neuen Stoßstangen. Der Hemi-Motor wurde auf 5426 cm³ aufgebohrt und leistete in dieser Form 225 bhp (165 kW) bei 4400 min−1. Neu war auch eine 4-türige Hardtop-Limousine, die ebenfalls Newport genannt wurde.
98.874 Windsor entstanden 1955, 1956 waren es 86.080 Exemplare.

### Serien C75-1, LC1-L, MC1-L, PC1-L und RC2-M (1957–1961)
Im Modelljahr 1957 wurden alle Chrysler-Modelle wieder komplett überarbeitet. Virgil Exners Entwurf zeigte „Forward Look-Design“ (nach vorne geneigte Fahrzeugfront) und große Heckflossen. In diesem Jahr gab es vier Karosserievarianten: eine 4-türige Limousine, einen 5-türigen „Town & Country“-Kombi und zwei Hardtop-Modelle mit 2, bzw. 4, Türen, die allerdings nicht mehr Newport hießen (der Name sollte erst wieder 1961 für den Nachfolger des Windsor auftauchen). Auf Wunsch gab bei diesen Hardtop-Modellen andersfarbig angelegte Heckflossen, eine Option, die „Flight Sweep“ genannt wurde. Die Windsor-Modelle wurden von einem aufgebohrten V8-Motor mit 5801 cm³ Hubraum und einer Leistung von 285 bhp (210 kW) angetrieben.
1958 bekam der Windsor ein neues Chassis von der Konzerntochter Dodge angepasst. Während die anderen Chrysler-Modelle ihr Fahrgestell mit 3200 mm Radstand behielten, hatte die billigste Modellreihe nun einen Radstand von nur noch 3099 mm. An den Aufbauten wurden allerdings nur kleine Änderungen vorgenommen. Es gab jedoch neue Modelle: einen „Town & Country“-Kombi mit 3. Sitzbank gegen die Fahrtrichtung und 9 Sitzplätzen und ein 2-türiges Cabriolet (von dem in diesem Jahr allerdings nur 2 Exemplare gebaut wurden!). Die Motorleistung stieg auf 290 bhp (213 kW).
1959 folgten weitere Änderungen an Grill und an den Stoßfängern: Der vordere Stoßfänger wurde etwas flacher und der Grill wurde um die Fahrzeugecken herum bis zu den vorderen Radausschnitten gezogen (eine Idee, die schon bei den 1942er-Modellen zur Anwendung kam). Es gab wiederum einen größeren Motor mit 6276 cm³ Hubraum und 305 bhp (224 kW), der von den im Vorjahr eingeführten B-Block-Motoren von DeSoto und Plymouth abgeleitet wurde.
Im Modelljahr 1960 wurde wiederum ein großes Facelift durchgeführt. Der vordere Stoßfänger hatte nun eine leichte V-Form und machte so Platz für einen nahezu ovalen Kühlergrill im Stile des 300F. Die Heckflossen waren extrem spitz ausgelegt.
Im letzten Modelljahr rutschte der Windsor eine Stufe höher in der Modellpalette. Er ersetzte sein bisheriges Schwestermodell Saratoga und wurde seinerseits als billigste Modellreihe von seinem Nachfolger Newport abgelöst. Während die Rückfront im Wesentlichen unverändert blieb, sind die 1961er-Chrysler-Modelle von vorne an den schräg gestellten Doppelscheinwerfern zu erkennen. Vom Windsor wurden nur noch eine 4-türige Limousine und ein Hardtop-Modell mit 2 oder 4 Türen angeboten.
1957 entstanden 48.055 Windsor, 1958 waren es 26.795 Stück. 1959 wurden 35.473 Exemplare verkauft, 1960 nochmals 41.158 Exemplare und im letzten Modelljahr mit nur noch drei Karosserievarianten 17.336 Stück.

## Nachfolger und Auslandsmodelle
Der letzte Chrysler Windsor wurde in den USA 1961 hergestellt. Nachfolger der Modelle bis 1960 war 1961 der Newport. Der Windsor des Jahres 1961 wurde 1962 durch den Chrysler 300 Sport ersetzt.
In Kanada wurde 1965/1966 nochmals ein Windsor-Modell gefertigt, das aber nicht in die USA exportiert wurde und dem dort gefertigten Chrysler Newport entsprach.